# Lauchhammer
Lauchhammer  (en langue sorabe : Luchow) est une ville de l'arrondissement d'Oberspreewald-Lausitz dans la région de Brandebourg et la région de Basse-Lusace.

## Géographie
Son centre est situé à 50 kilomètres au nord de celui de Dresde et à 49 km au Sud-Ouest de celui de  Cottbus (à vol d'oiseau).
Son altitude varie de 94 à 160 mètres, et elle se trouve sur l'Elster Noire, un affluent de l'Elbe.

## Histoire
Lauchhammer est l'un des sites industriels les plus anciens du Brandebourg.
Depuis 1725 on y extrayait de la tourbe, et depuis 1789 du lignite, et on y produisait du charbon de bois. La ville connaît un essor manufacturier notable aux alentours de 1900, mais depuis 1784 existe une fonderie d'art et de cloches, et depuis 1880 une fonderie de baignoires. Sur le plan agricole, la culture du poireau est une activité ancestrale.
En 1912, est créée la première ligne à haute tension (110 kWh) en Europe, entre Lauchhammer et le quartier de Gröba à Riesa.
En 1989, sont fermés les mines à ciel ouvert de lignite et plusieurs sites industriels annexes, ce qui se traduit par la disparition de plus de quinze mille emplois. La ville enregistre depuis un des taux de chômage les plus élevés de la région, malgré la création de nouvelles sociétés, dont l'implantation d'une usine Vestas de fabrication de pâles d'éoliennes.

Localisation de Lauchhammer dans l'arrondissement d'Oberspreewald-Lausitz.
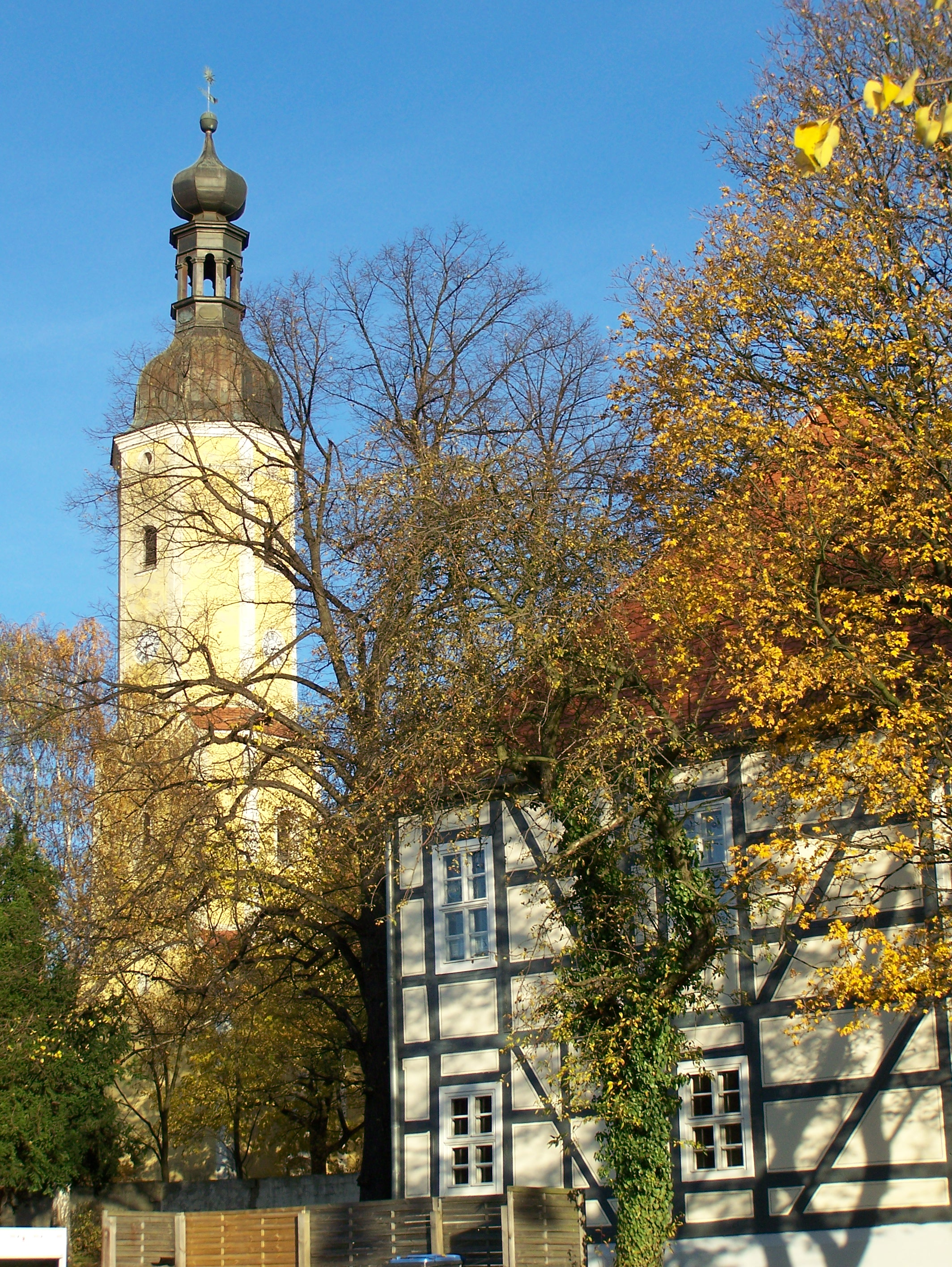
L'église de Lauchhammer.